# Алірзаєв Алірза Мустафа-огли
Алірза Мустафа-огли Алірзаєв (нар. 28 лютого 1940, село Азізбейлі Казахського району, тепер Ґазахського району, Азербайджан) — азербайджанський радянський діяч, бригадир монтажників будівельного управління № 103 домобудівного комбінату № 3 виробничого об'єднання «Азерпромбуд» міста Сумгаїт Азербайджанської РСР. Член ЦК КПРС у 1990—1991 роках.

## Життєпис
З 1959 по 1962 рік служив у Радянській армії.
У 1963—1965 роках — дорожній робітник, монтажник, учень кранівника будівельного управління № 74 будівельного тресту № 7 Азербайджанської РСР.
У 1965—1976 роках — кранівник будівельного управління № 103 домобудівного комбінату № 3 виробничого об'єднання «Азерпромбуд» міста Сумгаїт Азербайджанської РСР.
У 1972 році закінчив Сумгаїтський політехнічний технікум Азербайджанської РСР.
З 1976 року — бригадир монтажників будівельного управління № 103 домобудівного комбінату № 3 виробничого об'єднання «Азерпромбуд» міста Сумгаїт Азербайджанської РСР.
Член КПРС з 1978 року.
Подальша доля невідома.

## Нагороди
- Державна премія СРСР
- медалі